# Dorymyrmex paranensis
Dorymyrmex paranensis es una especie de hormiga del género Dorymyrmex, subfamilia Dolichoderinae. Fue descrita científicamente por Santschi en 1922.
Se distribuye por Paraguay. Se ha encontrado a elevaciones de hasta 155 metros. Vive en bosques de segundo crecimiento.